# Amtsgericht Klingenberg

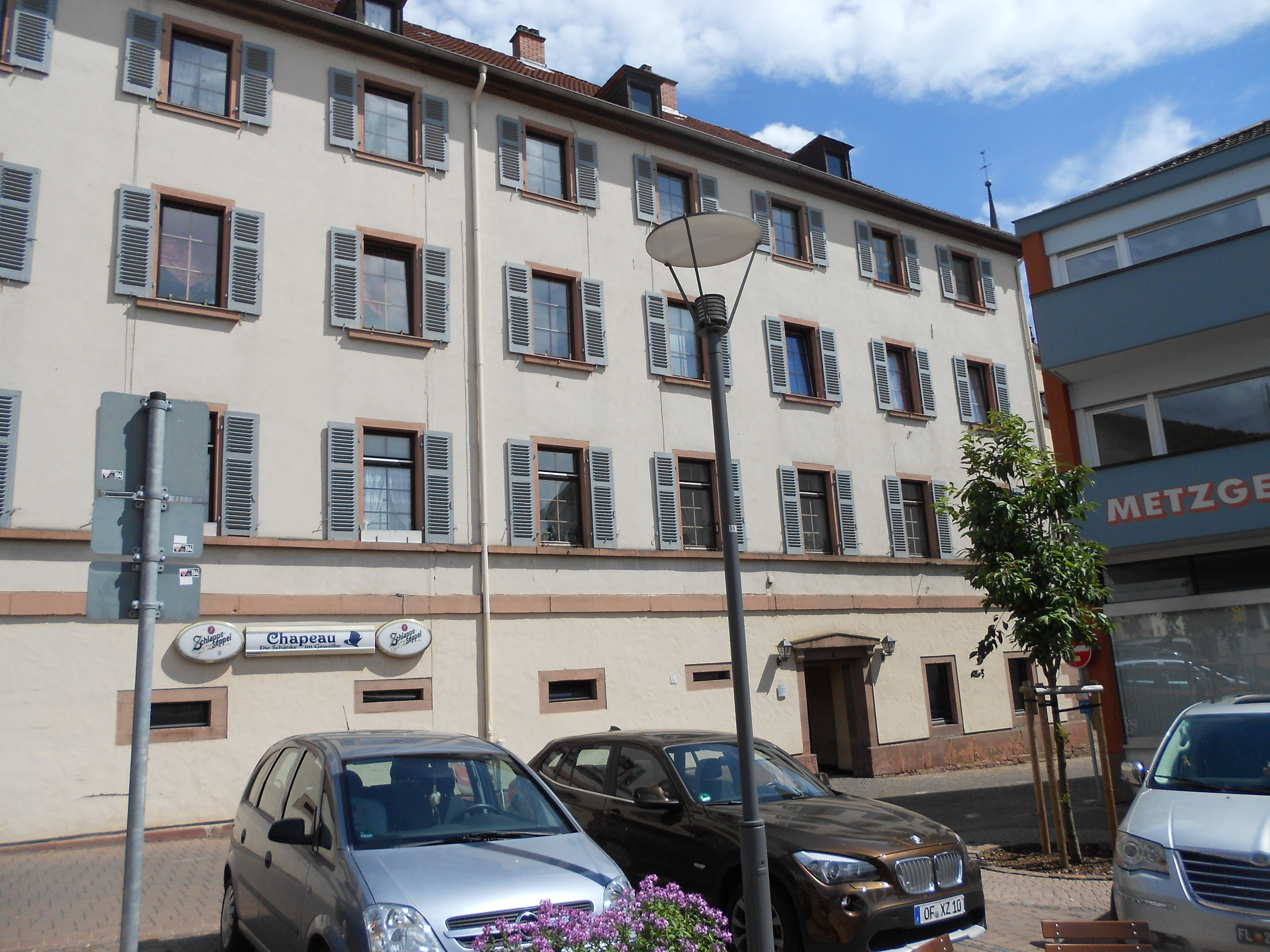
Ehemaliges Amtsgericht in Klingenberg am Main (2012)

Das Amtsgericht Klingenberg war ein von 1879 bis 1932 bestehendes bayerisches Gericht der ordentlichen Gerichtsbarkeit mit Sitz in der Stadt Klingenberg am Main.

## Geschichte
Mit Inkrafttreten des Gerichtsverfassungsgesetzes am 1. Oktober 1879 wurde im unterfränkischen Klingenberg ein Amtsgericht errichtet, dessen Bezirk aus den damaligen Gemeinden Eichelsbach, Elsenfeld, Erlenbach am Main, Eschau, Hausen, Hobbach, Hofstetten, Klingenberg, Mechenhard, Mönchberg, Röllbach, Röllfeld, Rück, Schippach, Schmachtenberg, Sommerau, Streit, Trennfurt und Wörth am Main des vorhergehenden Landgerichtsbezirk Klingenberg geschaffen wurde. Nächsthöhere Instanz war das Landgericht Aschaffenburg.
Zum 1. Juli 1883 konnte noch der bis dahin zum Amtsgericht Stadtprozelten zählende Ort Wildensee eingegliedert werden.
Am 1. Februar 1932 wurde das Amtsgericht Klingenberg aufhoben und dessen Bezirk mit dem Bezirk des Amtsgerichts Obernburg vereinigt.
Das Amtsgericht war in einem viergeschossigen Walmdachbau an der Hauptstraße 5 untergebracht. Der klassizistische Bau aus dem ersten Drittel des 19. Jahrhunderts weist eine Putzfassade mit Werksteinrahmungen auf und ist als Baudenkmal geschützt.